# One Piece: Grand Adventure
One Piece: Grand Adventure ist ein Kampfspiel, das von der Firma Ganbarion entwickelt und vom Herausgeber Bandai Namco für die Spielkonsolen PlayStation 2 und Gamecube veröffentlicht wurde. Das Spiel basiert auf der Mangareihe One Piece. Das Spiel wurde am 29. August 2006 in den Vereinigten Staaten veröffentlicht. 9. Dezember 2006 kam das Spiel in Australien und am 22. September 2006 auch in Europa. Es ist die Fortsetzung von One Piece: Grand Battle!.

## Inhalt
Der Piratenkapitän Monkey D. Ruffy macht sich auf die Reise um der König der Piraten zu werden. Während seiner Reise trifft er auf den Gott Enel und seine Armee. Dieses Spiel behandelt die Skypia-Saga.

## Spielprinzip
Das Spiel ist wie im Vorgänger komplett in 3D. Eine Neuerung ist, dass es im Spiel ein Story-Mode gibt. Man spielt den Story-Mode mit Ruffy, Buggy, Crocodile, Smoker und Lysop. Es gibt wieder in den Arenen Gegenständen und Hindernissen. Jede Charakter hat zwei verschiedene Special Moves und einige haben noch Unterstützer-Charaktere. Im Spiel werden die Namen von 4Kids Entertainment verwendet.
| Charaktere                       | Unterstützer-Charaktere             |
| -------------------------------- | ----------------------------------- |
| Monkey D. Ruffy                  | Kung Fu-Robben, Viper               |
| Lorenor Zoro (im Spiel als Zolo) | Johnny, Yosaku                      |
| Nami                             | Genzo, Waver                        |
| Lysop                            | Möhre, Zwiebel, Paprika             |
| Sanji                            | Zeff, Conis                         |
| Zeff                             | Patty                               |
| Nefeltari Vivi                   | Karuh, Chaka, Peruh                 |
| Enel (im Spiel als Eneru)        | -                                   |
| Smoker (im Westen als Chaser)    | Tashigi                             |
| Tashigi                          | Marine                              |
| Nico Robin                       | Mr. 3, Miss Goldenweek              |
| Crocodile                        | Mr. 1, Miss Doublefinger            |
| Mr. 2 Bon Clay                   | Mr. 4, Fiffie, Miss Merry Christmas |
| Chooper                          | Dr. Kuleha, Gan Fort                |
| Buggy                            | Moji, Kabaji                        |
| Käpt'n Black                     | Siam, Flecki, Jacko                 |
| Don Creek                        | Gin, Perle Eisenschild              |
| Arlong                           | Okta, Schwarzgurt, Kiss             |
| Wapol                            | Chessimo                            |
| Shanks                           | Benn Beckman, Lucky Lou, Yasopp     |
| Mihawk                           | -                                   |
| Ace (im Spiel als Trace)         | -                                   |
| Aum                              | Shura, Satori, Gedatsu              |
| Kuina                            | junger Zoro                         |

Die auswählbaren Stages sind Baratié, Windmühlendorf, Arlong Park, Loguetown, Drumm, Alabasta, Maxim und Piratenshiff.

## Rezeption
- 1Up.com: „D+“[2]
- GameSpot: „5,6/10“[3]
- GameSpy: „4/5“[4]
- GameTrailers: „6,3/10“[5]
- GameZone: „7,5/10“[6]
- IGN: „7,8/10“[7]
- Nintendo Power: „5,5/10“
- OPM: „5/10“
- PSM: „6,5/10“
- XPlay: „2/5“[8]

Laut Metacritic erhielt das Spiel auf beiden Plattformen „durchschnittliche“ Bewertungen. Die Playstation-2-Version erhielt 66/100 und die Gamecube-Version 70/100.